# Igor Sikorski
Igor Ivanovici Sikorski (în rusă Игорь Иванович Сикорский, transliterat: Igor Ivanovici Sikorski, în ucraineană Ігор Іванович Сікорський, transliterat: Ihor Ivanovici Sikorski, n. 25 mai 1889 - d. 26 octombrie 1972) a fost un inginer american de origine rusă, pionier al aviației.

## Biografie
Igor Sikorski s-a născut la Kiev, Imperiul Rus, acum capitala Ucrainei și a devenit inginer de aeronave.
În anul 1910 a construit unul dintre primele bombardiere („Ilia Muromeț"), folosit în Primul Război Mondial. În anul 1919 a emigrat în Statele Unite și a fondat în 1923 propria societate ( pe care a condus-o personal între 1929 și 1957), consacrându-se construcției de elicoptere. A construit primul elicopter practic utilizabil în 1939, iar cu elicopterul „S-52" a bătut, în 1949, recorduri de viteză și de altitudine.